# Liste der Monuments historiques in Chevigney-sur-l’Ognon
Die Liste der Monuments historiques in Chevigney-sur-l’Ognon führt die Monuments historiques in der französischen Gemeinde Chevigney-sur-l’Ognon auf.

## Liste der Immobilien
| Bezeichnung                      | Beschreibung                                                                              | Standort          | Kennzeichnung | Schutzstatus | Datum | Bild           |
| -------------------------------- | ----------------------------------------------------------------------------------------- | ----------------- | ------------- | ------------ | ----- | -------------- |
| Château de Chevigney-sur-l’Ognon | Landsitz eines Industriellen, 1849 erbaut; Parkanlage nach einem Entwurf von Denis Bühler | Grande Rue (Lage) | PA00132845    | Inscrit      | 1994  | weitere Bilder |

## Liste der Objekte
| Bezeichnung                 | Beschreibung                                                                                             | Standort                      | Kennzeichnung | Schutzstatus | Datum | Bild |
| --------------------------- | --- | ----------------------------- | ------------- | ------------ | ----- | ---- |
| Gemälde Anbetung der Könige | Ölfarbe auf Tannenholz, Anfang des 17. Jahrhunderts                                                      | in der Kirche St-Léger (Lage) | PM25000556    | Classé       | 1975  |      |
| Hauptaltar                  | Altartisch, Tabernakel, Retabel und zwei Skulpturen; Holz, farbig gefasst und vergoldet, 18. Jahrhundert | in der Kirche St-Léger (Lage) | PM25002007    | Inscrit      | 1975  |      |
| Gittertür                   | Schmiedeeisen, 18. Jahrhundert                                                                           | in der Kirche St-Léger (Lage) | PM25002008    | Inscrit      | 1975  |      |
| Glocke                      | Bronze, 1693 gegossen                                                                                    | in der Kirche St-Léger (Lage) | PM25000555    | Classé       | 1942  |      |